# Pi (lettre grecque)
Ne doit pas être confondu avec le nombre π
Pour les articles homonymes, voir Pi (homonymie).
Cette page contient des caractères spéciaux ou non latins. S’ils s’affichent mal (▯, ?, etc.), consultez la page d’aide Unicode.
Pi (capitale Π, minuscule π ou parfois ϖ ; en grec πι) est la seizième lettre de l'alphabet grec, précédée par omicron et suivie par rhô. Dérivée de la lettre pey  de l'alphabet phénicien, elle est l'ancêtre de la lettre P de l'alphabet latin et de la lettre П de l'alphabet cyrillique.

## Usage
En grec moderne, la lettre pi représente une consonne occlusive bilabiale sourde, [p]. Cette valeur est en général également celle du grec ancien. Certains dialectes l'utilisent également pour noter le son aspiré [pʰ], généralement noté Φ dans les autres dialectes ; ce système se rencontre en Crète et dans certaines îles du sud de la mer Égée, notablement Santorin, Milos et Anafi.
Dans le système de numération grecque, pi vaut 80 ; par exemple ‹ πʹ › représente le nombre 80.
En mathématiques modernes :
- le symbole π représente la constante pi.
- le symbole Π est utilisé pour désigner un produit lorsque de nombreux facteurs indexés interviennent. Il s’utilise de manière analogue au symbole Σ utilisé pour désigner une sommation.

## Histoire

### Origine
La lettre pi tire son origine de la lettre correspondante de l'alphabet phénicien, . Celle-ci provient peut-être de l'alphabet protosinaïtique, une écriture utilisée dans le Sinaï il y a plus de 3 500 ans, elle-même probablement dérivée de certains hiéroglyphes égyptiens ; le hiéroglyphe sur lequel la lettre phénicienne est basée signifierait « bouche » . L'alphabet phénicien atteint une forme plus ou moins standard vers le XIe siècle av. J.-C. Sa 17e lettre est une consonne (l'alphabet phénicien est un abjad qui ne note pas les voyelles) correspondant probablement au son [p].
Dans les alphabets sémitiques, la lettre phénicienne a conduit au syriaque ܦ, à l'hébreu פ, à l'araméen 𐡐, à l'arabe ﻒ et au berbère ⴼ.

### Alphabets archaïques

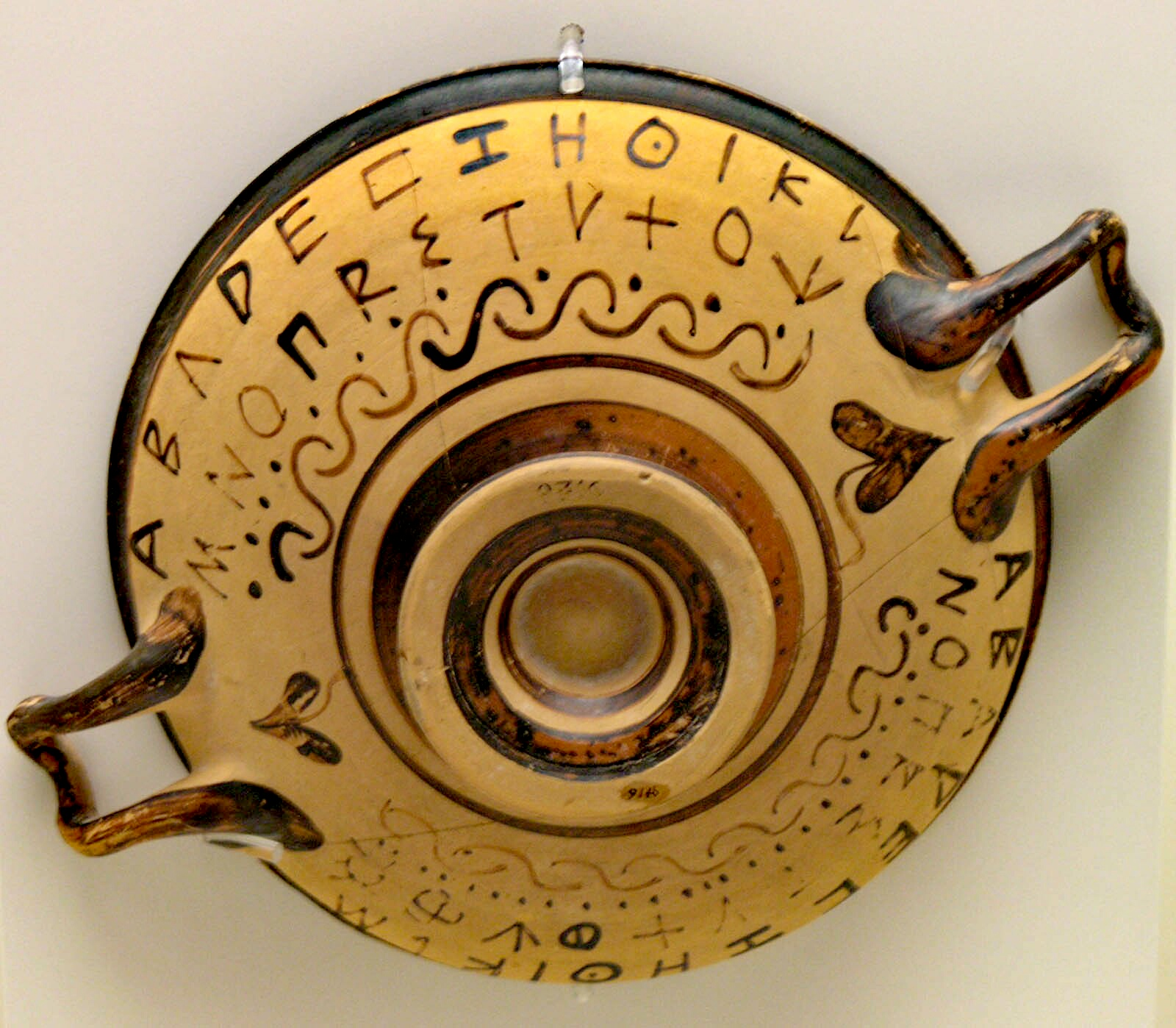
Alphabet grec peint sur la panse d'une coupe attique à figures noires.

L'alphabet grec dérive directement de l'alphabet phénicien. Sa 17e lettre devient la 17e de l'alphabet grec (la lettre archaïque digamma, abandonnée depuis, s'intercalant en 6e position). Elle note le son [p].
Dans les alphabets grecs archaïques, Π possède typiquement une branche verticale droite plus courte que la gauche (). Le haut du Π peut être courbe plutôt qu'anguleux, approchant un P latin (). On trouve les variantes suivantes :
- (Achaïe, Arcadie, Argos, Attique, Cnide, Corinthe, Crète, Délos, Égine, Eubée, Ionie, Ithaque, Mégare, Milos, Naxos, Paros, Rhodes, Santorin, Sicyone, Thessalie, Tirynthe)
- (Eubée, Laconie)
- (Béotie)
- (Crète)

### Évolution
La forme actuelle de la lettre provient de l'alphabet utilisé en Ionie, qui est progressivement adopté par le reste du monde grec antique (Athènes passe un décret formel pour son adoption officielle en 403 av. J.-C. ; son usage est commun dans les cités grecques avant le milieu du IVe siècle av. J.-C.). Avec l'abandon du digamma, la lettre prend la 16e position de l'alphabet.
L'alphabet grec reste monocaméral pendant longtemps. Les formes minuscules proviennent de l'onciale grecque, une graphie particulière créée à partir de la majuscule et de la cursive romaine vers le IIIe siècle et adaptée à l'écriture à la plume, et sont créées vers le IXe siècle. Pendant la Renaissance, les imprimeurs adoptent la forme minuscule pour les polices bas-de-casse, et modèlent les lettres capitales sur les formes des anciennes inscriptions, conduisant le grec à devenir bicaméral.

### Nom
Tout comme la plupart des noms des autres lettres, « pi » ne signifie rien de particulier en grec et n'est qu'un emprunt direct au nom de la lettre en phénicien. Il est supposé que le nom de la lettre phénicienne correspondante signifierait « bouche ».
En grec, la lettre est appelée πι (pi), prononcée /ˈpi/. En grec ancien, la lettre est appelée πῖ (pî), prononcée /ˈpîː/, ou πεῖ (peî), prononcée /pé͜e/.

### Dérivés
L'alphabet étrusque est dérivé de l'alphabet grec employé en Eubée — alphabet que les Étrusques apprennent à Pithécusses (Ischia), près de Cumes. L'alphabet eubéen utilise une forme arrondie du pi,  et cette forme est reprise par les Étrusques. L'alphabet latin descend directement de l'alphabet étrusque ; le pi conduit ainsi à la lettre P similaire la lettre Ρ (Rhô).
Dans l'alphabet cyrillique, le pi donne naissance à la lettre pe, П.
Dans l'alphabet copte, la lettre conduit à la lettre pi, Ⲡ.

Nun phénicien
Pi épigraphique grec
Pi grec majuscule moderne
Écriture onciale
Variantes cursives
Variantes minuscules
Pi grec minuscule moderne
Variante épigraphique eubéenne
P étrusque
P romain
P cyrillique
Pi copte

## Typographie
La forme bas-de-casse du pi possède deux variantes typographiques, héritées de l'écriture manuscrite médiévale. La première, de très loin la plus courante en typographie moderne, ressemble à un pi capitale en plus petit : π. La deuxième dérive d'une variante de l'écriture minuscule médiévale où les jambes du pi sont recourbées vers l'intérieur et se rencontrent au sommet de la lettre : ϖ. Cette variante est appelée par divers nom : pi dorien, pi cursif, oméga pi (la forme ressemblant également à un oméga minuscule muni d'un macron), poméga ; elle est parfois utilisée dans des contextes techniques, comme pour noter la longitude du périastre en mécanique céleste ou la distance comobile en cosmologie.

## Codage
- La majuscule Π possède les codages suivants :
  - Unicode : U+03A0
  - Entité HTML : &Pi;
  - TeX : \Pi ; {\displaystyle \Pi }
  - DOS Greek : 143
  - DOS Greek-2 : 198
  - Windows-1253 : 208

- La minuscule π possède les codages suivants :
  - Unicode : U+03C0
  - Entité HTML : &pi;
  - TeX : \pi ; {\displaystyle \pi }
  - DOS Greek : 167
  - DOS Greek-2 : 234
  - Windows-1253 : 240

- La forme cursive ϖ possède les codages suivants :
  - Unicode : U+03D6
  - Entité HTML : &piv;
  - TeX : \varpi ; {\displaystyle \varpi }

- En plus de ces lettres, le standard Unicode propose deux caractères directement liés au pi :
  - ᴨ, U+1D28, lettre grecque petite capitale pi (supplément phonétique[6])
  - ∏, U+220F, signe produit ( symboles mathématiques[7])

Le tableau suivant recense les différents caractères Unicode utilisant le pi :
| Caractère | Représentation | Code    | Bloc Unicode                           | Nom Unicode                                                |
| --------- | -------------- | ------- | -------------------------------------- | ---------------------------------------------------------- |
| Π         | Π              | U+03A0  | Grec et copte                          | Lettre majuscule grecque pi                                |
| π         | π              | U+03C0  | Grec et copte                          | Lettre minuscule grecque pi                                |
| ϖ         | ϖ              | U+03D6  | Grec et copte                          | Symbole grec pi                                            |
| 𝚷         | 𝚷              | U+1D6B7 | Symboles mathématiques alphanumériques | Majuscule mathématique grasse pi                           |
| 𝛑         | 𝛑              | U+1D6D1 | Symboles mathématiques alphanumériques | Minuscule mathématique grasse pi                           |
| 𝛱         | 𝛱              | U+1D6F1 | Symboles mathématiques alphanumériques | Majuscule mathématique italique pi                         |
| 𝜋         | 𝜋              | U+1D70B | Symboles mathématiques alphanumériques | Minuscule mathématique italique pi                         |
| 𝜫         | 𝜫              | U+1D72B | Symboles mathématiques alphanumériques | Majuscule mathématique italique grasse pi                  |
| 𝝅         | 𝝅              | U+1D745 | Symboles mathématiques alphanumériques | Minuscule mathématique italique grasse pi                  |
| 𝝥         | 𝝥              | U+1D765 | Symboles mathématiques alphanumériques | Majuscule mathématique grasse sans empattement pi          |
| 𝝿         | 𝝿              | U+1D77F | Symboles mathématiques alphanumériques | Minuscule mathématique grasse sans empattement pi          |
| 𝞟         | 𝞟              | U+1D79F | Symboles mathématiques alphanumériques | Majuscule mathématique italique grasse sans empattement pi |
| 𝞹         | 𝞹              | U+1D7B9 | Symboles mathématiques alphanumériques | Minuscule mathématique italique grasse sans empattement pi |